# Ерстфельд
Ерстфельд (нім. Erstfeld) — громада  в Швейцарії в кантоні Урі.

## Географія
Громада розташована на відстані близько 95 км на схід від Берна, 7 км на південь від Альтдорфа.
Ерстфельд має площу 59,1 км², з яких на 3,8% дозволяється будівництво (житлове та будівництво доріг), 10,5% використовуються в сільськогосподарських цілях, 31% зайнято лісами, 54,7% не є продуктивними (річки, льодовики або гори).

## Демографія
2019 року в громаді мешкало 3845 осіб (+2,6% порівняно з 2010 роком), іноземців було 21,1%. Густота населення становила 65 осіб/км².
За віковим діапазоном населення розподілялося таким чином: 19% — особи молодші 20 років, 57,6% — особи у віці 20—64 років, 23,4% — особи у віці 65 років та старші. Було 1665 помешкань (у середньому 2,3 особи в помешканні).
Із загальної кількості 1407 працюючих 102 було зайнятих в первинному секторі, 440 — в обробній промисловості, 865 — в галузі послуг.